# 澳門衛視
澳門衛視（葡萄牙語：MSTV Televisão por Satélite, S.A.），是澳亞衛視有限公司的一條衛星頻道，原名宇宙衛星電視有限公司（Cosmos Televisão por Satélite, S.A.R.L.），此頻道的大部份節目與澳亞衛視相同，但會延後一至兩小時，除此之外仅有外购节目以及少数的几个自制独播节目，例如《收藏风云》。但至目前為止，其播放內容主要以現場轉播逸園賽狗場及澳門賽馬會之實況為主。2021年1月10日起，澳門衛視在亞洲5號衛星啟播高清訊號。